# 1888
Промислова революція •  Колоніальні імперії •  Національно-визвольні рухи • Робітничий рух

## Геополітична ситуація
У Росії царює імператор  Олександр III (до 1894). Російській імперії належить більша частина України, значна частина Польщі, Бессарабія,  Закавказзя, Фінляндія, Бухарське ханство, Хівинське ханство. Україну розділено між двома державами — Королівство Галичини та Володимирії належить Австро-Угорщині, Правобережжя, Лівобережжя та Крим — Російській імперії.    
В Османській імперії править султан Абдул-Гамід II (до 1909). Під владою османів перебувають  Близький Схід, Середземноморське узбережжя Північної Африки частина Балкан, автономна Болгарія. 
В Австро-Угорщині править Франц-Йосиф I (до 1916). Імперія  охоплює, крім  австрійських  та угорських земель,   Хорватію, Трансильванію, Богемію. В Німецькій імперії Вільгельма I змінив Фрідріх III, а його — Вільгельм II (до 1918). Німецька імперія має колонії в Африці та в Тихому океані. 
У Франції  при владі Третя французька республіка.   Франція має колонії в Алжирі, Карибському басейні, Південній Америці в Індокитаї.  Королівство Іспанія формально очолює неповнолітній Альфонс XIII (до 1931).  Іспанії належать частина островів Карибського басейну, Філіппіни.  У Португалії   править Луїш I (до 1889). Португалія має володіння в Африці, Індії,  Індійському океані й Індонезії. 
У Великій Британії триває Вікторіанська епоха — править королева Вікторія (до 1901).   Британська імперія має колонії в Північній Америці, на Карибах, в Африці  та  в Індостані. Королівство Нідерланди очолює Віллем III (до 1890).  Король Данії та Норвегії —  Кристіан IX (до 1906),  Оскар II сидить на шведському троні (до 1907), на троні Королівства Італія  — Умберто I (до 1900).
Бразильську імперію очолює  Педру II (до 1889).  Гровер Клівленд обіймає посаду президента США. Територію на півночі північноамериканського континенту займає Канадська конфедерація (домініон Великої Британії), територія на півдні   континенту належить Мексиці. 
В Ірані  при владі Каджари.  Владу над Індостаном та Бірмою утримує Британська корона, над В'єтнамом, Лаосом і Камбоджею — Франція.  У Сіамі править династія Чакрі.  У Китаї володарює Династія Цін.  В Японії триває період Мейдзі.

## Події

### В Україні
- У Києві на Софійській площі встановлено монумент Богдану Хмельницькому.
- У Харкові почалося будівництво Свято-Благовіщенського кафедрального собору.
- У Стрию  вийшов збірник «Ватра».
- Микола Лисенко написав дитячу оперу «Коза-дереза».

### У світі
- 9 березня після смерті Вільгельма I став Фрідріх III.
- 11 березня східне узбережжя США охопила Велика хуртовина 1888.
- 16 квітня Німеччина анексувала Науру.
- 12 травня Північний Борнео став британським протекторатом.
- 13 травня у Бразилії Золотим законом остаточно скасовано рабство.
- 3 червня Саравак став британським протекторатом.
- 15 червня після смерті Фрідріха III німецьким імператором став Вільгельм II.
- 6 листопада президентські вибори в США виграв Бенджамін Гаррісон.

### У суспільному житті
- Засновано
  - Американське математичне товариство.
  - Національне географічне товариство у США.
  - Університет штату Юта.
  - Софійський університет у Болгарії.
  - Алмазодобувну компанію De Beers у Південній Африці.
  - Хімічно-фармацевтичну компанію Abbott Laboratories у США.
- Відкрилися 
  - Концертна зала Консертгебау в Амстердамі.
  - Парк Стенлі у Ванкувері, Канада.

- У Лондоні відбувся страйк сірничниць.
- Розроблено сліпий метод друку.
- Карл Бенц отримав перші в світі водійські права.
- Берта Бенц здійснила першу подорож на автомобілі на далеку відстань (105 км).
- У Лондоні оперував серійний убивця, відомий як Джек-Різник.
- Зареєстровано торгову марку Kodak.
- Джон Бойд Данлоп запатентував велосипедну шину.

### У науці
- Генріх Герц відкрив радіохвилі.
- Френсіс Гальтон запровадив поняття кореляції в статистиці.
- Давид Гільберт довів теорему  про базис.
- Адольф Гастон Ойген Фік виготовив та підігнав перші контактні лінзи.

### У мистецтві
- Оскар Вайлд опублікував збірку «Щасливий принц та інші казки».
- Генрик Сенкевич видав роман «Пан Володийовський».
- Вінсент ван Гог написав картину «Жовтий будинок».
- Завершилося будівництво Капітолія штату Техас.
- Луї Ле Пренс зняв першу кінострічку.

### У спорті
- Засновано Футбольну лігу Англії.
- Англію виключено з Турніру домашніх націй,  оскільки вона відмовилася приєднатися до Міжнародної ради регбі.
- У Глазго засновано футбольну команду «Селтік» і відбувся перший матч Олд Фірм.

## Народились
Див. також Категорія:Народились 1888
- 8 січня — Юра Гнат Петрович, український актор театру і кіно.
- 24 січня — Ернст Гайнріх Хейнкель, німецький авіаконструктор.
- 20 лютого — Барвінський Василь Олександрович, український композитор, піаніст, музикознавець, педагог.
- 25 лютого — Джон Фостер Даллес, американський дипломат.
- 13 березня — Макаренко Антон Семенович, український педагог-новатор.
- 11 травня — Ірвінг Берлін (Ізраїль Бейлін), американський композитор.
- 17 червня — Гейнц Вільгельм Гудеріан, генерал німецької армії часів 2-ї Світової війни.
- 22 липня — Зельман Ваксман, американський мікробіолог українського походження.
- 23 липня — Сер Айван Вайтсайд Магілл, британський анестезіолог ірландського походження.
- 23 липня — Реймонд Чандлер, американський письменник — класик детективного жанру.
- 2 серпня — Кость Буревій, український поет, драматург.
- 8 серпня — Затонський Володимир Петрович, більшовицький державний і партійний діяч, в 1927—33 голова ЦК КП(б)У (пом. 1938).
- 13 серпня — Джон Лоджи Берд, шотландський інженер, першим здійснив телевізійну передачу рухомих об'єктів (1926).
- 13 серпня — Жуан Боррель, іспанський скульптор.
- 15 серпня — Лоуренс Томас Едуард, британський розвідник, диверсант.
- 28 серпня — Донцов Дмитро Іванович, український політичний діяч, публіцист, розробив ідеологію чинного націоналізму, котра лягла в основу діяльності ОУН.
- 26 вересня — Томас Стернс Еліот, американський поет.
- 15 вересня — Коновал Пилип, єдиний українець що є кавалером ордену Хрест Вікторії.
- 7 листопада — Нестор Махно, провідник анархістського руху в 1917—1921 роках (за даними книги реєстрації громадського стану Христово-Воздвиженської церкви).

## Померли
Див. також Категорія:Померли 1888
- 11 січня — Юрій Федькович, український письменник (* 1834)
- 3 грудня — Карл Цейс, німецький інженер-оптик та підприємець